# Rommele landskommun
Rommele landskommun var en tidigare kommun i dåvarande Älvsborgs län.

## Administrativ historik
Kommunen bildades  i Rommele socken i Flundre härad i Västergötland när 1862 års kommunalförordningar trädde i kraft.
Vid kommunreformen 1952 uppgick den i Flundre landskommun som upplöstes 1971 då denna del uppgick i Trollhättans kommun. 